# كميت (اسم)
كميت هو اسم علم مذكر من أصل عربي، ومعناه هو يوصف به الجواد، والكميت ما كان لونه بين الأسود والأحمر، وهو تصغير «أكمت» على غير قياس والكمتة لون الكميت المذكور، والكميت الأسدي (ت 126هـ) شاعر الهاشميين في العصر الأموي.

## الأصل اللغوي
كميت صفة من المصدر الكمتة وهي اللون بين الاحمر والاسود، وهي من القمأة أي السواد. وهي تطلق على الخمر والخيل والابل والأرض الخصبة وغيرها:
قال الشاعر في وصف الخمر الكميت:
كُمَيْتٍ عَلَيها حُمْرَة ٌ فَوْقَ كُمتة ٍ..يكادُ يُفَرّي المَسْكَ مِنها حَمَاتُهَا (شعر الشاعر:الأعشى ).
علِّلاني بشَرْبَة ٍ مِنْ كَميْتٍ..نعمة ُ النيم في شبا الزَّمهَريرِ (شعر الشاعر: الأخطل ).
لكميتٍ كأنها دمُ جوفٍ،... عُتّقَتْ مِنْ سُلافَة ِالأنْبَاطِ (شعر الشاعر: حسان بن ثابت ).
كُمَيْتٌ إذَا شُجَّتْ وَفِي الكَأْسِ وَرْدَة... لَهَا فِي عِظَامِ الشَّارِبِينَ دَبِيبُ (شعر الشاعر: الأقيشر السعدي).
وقال الشاعر في وصف الخيل الكميت:
الشاعر الجاهلي علقمة الفحل:
لبيع الرداء في الصِّوان المُكَعب..كُمَيْتٌ كلون الأرجوان نشرته.
قال الشاعر في وصف الأرض الكميت:
إذا قطعتْ قفاً كميتاً بدا لها..سماوة ُ قفًّ بين وردٍ وأشقرا (شعر الشاعر: الشماخ بن ضرار ).
أقامتْ على ربعيْهما جارتا صَفاً..كُمَيْتا الأَعالي جَوْنَتا مُصْطَلاهُما (شعر الشاعر:الشماخ بن ضرار ).
على كلِّ أجأى أو كميتٍ كأنَّهُ..منيفُ الذُّرى من هضبِ ثهلانَ فاردُ (شعر الشاعر: ذو الرمة).
وقال الشاعر في وصف التين المسود:
وقال الشاعر في لون الكميت:
إذا ما لَوَى صِنْعٌ بهِ عرَبيّة ً.كَلَوْنِ الدِّهَانِ وَرْدَة ًلم تَكَمَّتِ (شعر الشاعر:كثير عزة)

## وصلات خارجية
- موسوعة السلطان قابوس لأسماء العرب نسخة محفوظة 5 أبريل 2019 على موقع واي باك مشين.